# Ryan O’Meara (Politiker)

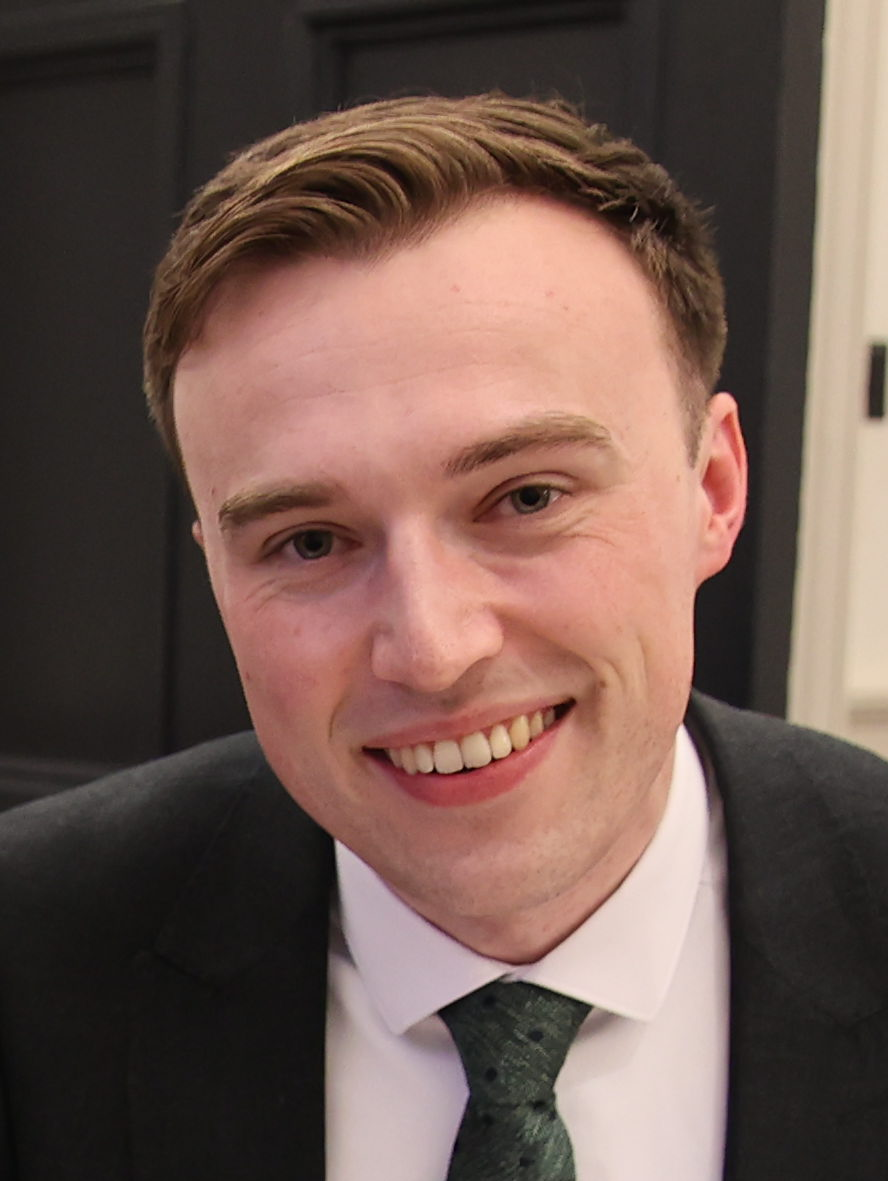
Ryan O’Meara (2024)

Ryan O’Meara (* 1995 in Nenagh, County Tipperary, Irland) ist ein irischer Politiker der Fianna Fáil (FF).

## Leben
Ryan O’Meara studierte am University College Dublin zunächst Wirtschafts- und Politikwissenschaften und schloss schließlich 2020 mit einem Master im Common Law ab. Er arbeitete im Anschluss für den Abgeordneten Jackie Cahill. 
2024 wurde er in den Tipperary County Council gewählt. Bei den Wahlen zum Dáil Éireann 2024 wurde er  im Wahlkreis Tipperary North gewählt und zog als Teachta Dála in den Dáil Éireann ein.